# Lippia javanica
Lippia javanica es un arbusto perenne de la familia de las verbenáceas. 

## Descripción
Puede alcanzar hasta 2 metros de altura. Sus hojas son lanceoladas, rugosas y de un verde brillante, y emiten un fuerte aroma a limón cuando se aplastan. Las flores, que aparecen en racimos, son pequeñas y de color blanco a crema.

## Hábitat y distribución
Este arbusto se encuentra comúnmente en áreas abiertas y soleadas, a menudo en pastizales y matorrales. Prefiere suelos bien drenados y puede tolerar condiciones de sequía, lo que la hace resistente a climas áridos.

## Usos medicinales
Lippia javanica es ampliamente utilizada en la medicina tradicional africana. Algunas de sus aplicaciones incluyen:
- Tratamiento de problemas respiratorios: Las hojas y flores se usan en infusiones para aliviar síntomas de resfriados, tos y bronquitis.
- Propiedades antimicrobianas: Los extractos de la planta tienen propiedades antimicrobianas que ayudan en el tratamiento de infecciones bacterianas y fúngicas.
- Uso como repelente de insectos: El fuerte aroma de limón de sus hojas se utiliza para repeler mosquitos y otros insectos.

#### Otros usos
Además de sus beneficios medicinales, Lippia javanica también se utiliza en la elaboración de aceites esenciales y en la industria cosmética debido a su fragancia. También juega un papel importante en la conservación de suelos y como planta ornamental en jardines xerófitos.

## Conservación
Aunque Lippia javanica no está clasificada como una especie en peligro de extinción, su hábitat natural está amenazado por la expansión agrícola y la urbanización. Es esencial promover prácticas sostenibles para asegurar su conservación y disponibilidad para futuras generaciones.